# Большая злаковая тля
Большая злаковая тля (лат. Sitobion avenae) — многоядный вид тли из семейства Настоящие тли (Aphididae). Наибольший ущерб приносит озимой и яровой пшенице, озимому и яровому ячменю, ржи, овсу, кукурузе, сорго. Распространена повсеместно. Относится к отряду Полужесткокрылые (Hemiptera).